# Jermaine Jackson
Jermaine LaJaune Jackson, född 11 december 1954 i Gary, Indiana, är en amerikansk musiker. Han är det fjärde barnet i familjen Jackson, som även inkluderar de yngre syskonen Janet Jackson och Michael Jackson.

## Biografi

### The Jackson 5
Som mycket ung blev Jermaine Jackson medlem i ett band som hans far Joseph Jackson satte ihop, bestående av de äldsta bröderna i familjen. Han sjöng och spelade gitarr och sedermera bas. Det blev början till den mycket framgångsrika soulgruppen The Jackson 5. I början var Jermaine ensam ledsångare men när Michaels exceptionella talang framträdde allt tydligare tog han över allt mer av rollen som frontman och Jermaine och Michael skulle härmed dela ledsångarrollen.
Medan den unge Michaels energifulla scenpersonlighet och dans samt distinkta stämma gjorde honom till förstavalet att leda upptempolåtar var Jermaines något mognare samt sammetslena soulröst oftast förstahandsvalet i kärleksballaderna. Den unge basisten och sångaren spåddes en lysande framtid och snart hade han gett ut ett soloalbum vid sidan av Jackson 5. Jermaines första soloalbum innehöll hiten "Daddy's Home". Om unge Michael bäst liknades vid en ung James Brown eller Jackie Wilson till sin stil var Jermaine mer av en Marvin Gaye-typ (till exempel i låten "Castle of Sand"). Medan Michael utvecklade dansen var Jermaine mer av en instrumentalist. Han var framförallt en skicklig basist. Under Motowntiden tilläts bröderna sällan spela på albumen eftersom Motowns grundare Berry Gordy ansåg att hans imponerande stall av förstklassiga musiker var bäst lämpade att hantera det. Under liveframträdandena spelade bröderna dock alltid själva och Jermaine bemästrade redan vid ung ålder sina läromästares (bland annat basisten James Jamerson) intrikata basgångar.
1975 bestämde sig The Jackson 5 för att bryta med Motown, som varit deras skivbolag ända från början, men Jermaine stannade kvar och bandet lämnade honom och Motown för Epic Records (där gruppen bytte namn till The Jacksons). Anledningen till Jermaines avhopp var att han var gift med Motown-chefen Berry Gordys dotter Hazel och därför hade känslomässiga anledningar att inte följa bröderna.
Exempel på Jackson 5-låtar där Jermaine är huvudsångare är "I Know I'm Losing You", "She's Good" och "Bridge Over Troubled Water". Några exempel på det stora antal Jackson 5-låtar där Jermaine och Michael delar ledsång är "I'll Be There", "Standing in the Shadow of Love", "Stand", "Born to Love You", "Chained", "Touch", "Ask for the Lonely", "Ain't Nothing Like the Real Thing", "Don't Want to See You Tomorrow", "Ooh, I'd Love to Be With You", "Dancing Machine", "I am Love", "Breezy", "Through Thick and Thin" och "Body Language".

### Jermaine efter Jackson 5
Jermaine Jackson var mycket produktiv hos Motown, men även om han hade några spridda hitlåtar såsom "Daddy's Home", Let's get Serious" och "You like me don't you" nådde han aldrig den framgång som många väntade sig. Jermaine lämnade så småningom Motown till förmån för Arista Records och fick därmed en nytändning. Hans debutalbum från 1984 på Arista hade bland annat hitlåtarna "Do What You Do", "Dynamite" och "Tell me I'm not dreaming" som är en duett med brodern Michael. Senare hitlåtar är "When The Rain Begins To Fall", en duett med sångerskan Pia Zadora och "Don't take it personal". Han har också producerat musik åt andra artister såsom soulgruppen Switch och Whitney Houston. Med Houston har han dessutom spelat in flera duetter.

### Privatliv och relationer med de övriga i Jackson-familjen
Jermaine har dock alltid levt i skuggan av sin yngre bror Michael och aldrig riktigt lyckats leva upp till de förväntningar som det inneburit. Under 1980-talet hade de två bröderna en del mindre dispyter och det gick till och med så långt att Jermaine skrev låten "Word to the Badd" som en attack mot Michael. Det finns olika historier om varför Jermaine skrev texten till "Word to the Badd". Det har bland annat påståtts att Michael anlitade Jermaines producenter utan Jermaines vetskap vilket skulle ha omöjliggjort för Jermaine att avsluta inspelningen av albumet You Said enligt planerna och att Jermaine därpå försökte nå Michael, men att Michael underlät att svara. På senare år var de dock mycket goda vänner och Jermaine fanns vid Michaels sida "till tusen procent", som han själv uttryckte det.

## Diskografi
- Jermaine (1972)
- Come Into My Life (1973)
- My Name Is Jermaine (1976)
- Feel the Fire (1977)
- Frontiers (1978)
- Let's Get Serious (1980)
- Jermaine (1980)
- I Like Your Style (1981)
- Let Me Tickle Your Fancy (1982)
- Dynamite (1984)
- Precious Moments (1986)
- Don't Take It Personal (1989)
- Greatest Hits and Rare Classics (1991)
- You Said (1991)
- Dynamite: Encore Collection (1999)
- The Heritage Collection (2000)
- Ultimate Collection (2001)